# Bobby Martin
Bobby Martin (15 mei 1903 - 28 augustus 2001) was een Amerikaanse jazztrompettist en orkestleider.

## Biografie
Bobby Martin groeide op in Long Branch, waar hij al als kind trompet speelde met June Clark en Sonny Greer. Zijn carrière als professioneel muzikant begon in 1925 bij Sam Wooding. Hij speelde tot 1931 in diens orkest in New York en werkte mee bij diens tournees in Europa. Van 1932 tot 1936 speelde hij bij Willie Lewis and his Entertainers in Frankrijk. Na zijn terugkeer in de Verenigde Staten formeerde hij in 1937 zijn eigen kwartet, waarmee hij een langere verbintenis had in het Palace, dat zich bevond in het New Yorkse stadsdeel Greenwich Village. Tot zijn muzikanten behoorden de pianist Richard Edwards, de drummer Ural Dean en de gitarist Samuel Steede. Met zijn band ging hij ook op een Europese tournee. Tot zijn band behoorden in deze periode onder andere Joseph 'Kaiser' Marshall, Glyn Paque en Ram Ramirez. Voor de speelfilm L'Alibi (1936) begeleidde hij met zijn orkest Valaida Snow.
Martin vervolgde zijn tournees door Europa tot in de jaren 1940. Aan het begin van de Tweede Wereldoorlog werkte hij in New York en New Jersey. Tijdens de jaren 1940 leidde hij ook kortstondig zijn eigen club. In 1944 verliet hij echter de muziekbusiness.

## Privéleven en overlijden
Bobby Martin was getrouwd met de zangeres Thelma Minor. Hij overleed in 2001 op 98-jarige leeftijd.